# Обыкновенный ёрш
Обыкновенный ёрш (лат. Gymnocephalus cernuus) — вид рыб из семейства окунёвых (Percidae), типовой вид рода ершей (Gymnocephalus).
Это пресноводная рыба, обитающая в водоёмах Европы и северной Азии, вблизи дна в озёрах, запрудах, вблизи берегов рек, предпочитает песчаное дно или гравий. Длина взрослой рыбы — около 10 см. Питается главным образом придонными беспозвоночными, иногда — мелкой рыбой и некоторыми растениями.

## Распространение
Ёрш обыкновенный — самый распространённый из четырёх видов рода ёрш: его природный ареал включает северную и восточную часть Франции, восточную часть Англии, реки бассейна Балтийского моря, центральную и восточную Европу, а также Зауралье, северную Азию до бассейна реки Колымы. Во второй половине двадцатого столетия ёрш появился в нескольких водоёмах Европы за пределами своего природного ареала — озере Лох-Ломонд в Шотландии, в озерах Италии, озере Мидеван (Норвегия), в Камарге (дельта Роны, средиземноморское побережье Франции); считается, что распространению способствовало построение каналов и широкое использование ерша как наживки в спортивной ловле щуки.
К тому же, в середине восьмидесятых XX столетия ёрш был случайно интродуцирован (вероятно, с балластной водой судов) в реку Сент-Луис (США), впадающую в Верхнее озеро (система Великих озёр). Тут образовалась постоянная популяция, которая в начале девяностых распространилась на дельты некоторых других рек, впадающих в Верхнее озеро. Ерша нашли также и в ещё одном из Великих Озёр, озере Гурон.

## Внешнее строение

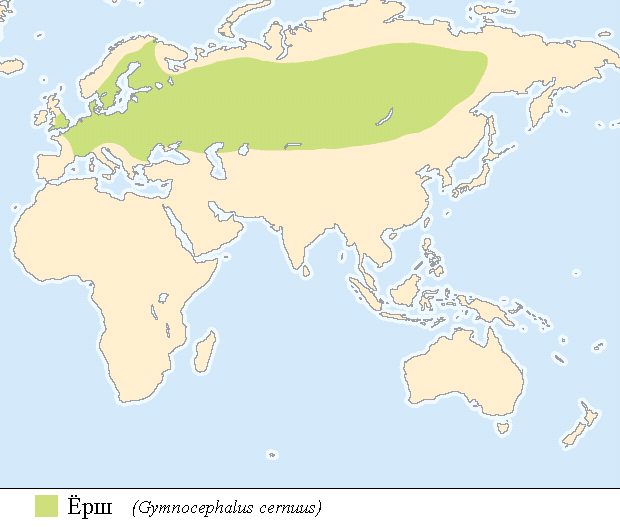
Распространение ерша в Евразии

Спина ерша серо-зелёная с чёрными пятнами и точками, бока желтоватые, пузо светло-серое или белое. Спинной и хвостовой плавники с чёрными точками. Общий окрас этой рыбы зависит от окружающей среды: ерши светлее в реках и озёрах с песчаным дном, и темнее в водоёмах, где дно илистое. Глаза мутно-розовые, иногда с синей радужкой. Обычная длина — от 8 до 12 сантиметров, масса — от 15 до 25 граммов. Иногда, впрочем, встречаются экземпляры длиной более 20 сантиметров и массой даже больше ста грамм. Большие экземпляры ерша известны из бассейна Оби, Обской губы, и некоторых уральских озёр.
Исследователи выделяют несколько морфотипов ерша. Например, на разных участках Днепра существуют популяции «худого» и «высокотелого» ерша.
Стойкие различия строения тела есть и между прибрежными и глубоководными популяциями ерша в больших водоёмах. Такие популяции отличаются числом лучей и колючек в спинном плавнике, числом чешуек над и под боковой линией, числом колючек на жаберных пластинках, числом позвонков и относительной величиной головы, рыльца, глаз и плавников.
В дополнение к разным морфологическим типам в Евразии есть географический градиент нескольких параметров анатомического строения ершей: эти параметры растут с запада (Европа) на восток (Сибирь). Это максимальная и минимальная высота тела, предорсальное и преанальное расстояние, высота первого спинного плавника, длина и высота анального плавника и длина брюшных плавников.
Половой диморфизм у ершей не очень заметный, но выражается в нескольких анатомических характеристиках: высота тела, длина верхней половины хвостового плавника, длина грудных плавников и размер глаз — всё это больше у самцов, нежели у самок.

## Генетика
Ёрш обыкновенный имеет 2n=48 хромосом и может гибридизироваться с окунем обыкновенным и ершом дунайским. Гибриды ерша обыкновенного и окуня обыкновенного имеют промежуточные черты строения, но обычно по внешнему виду ближе к материнскому виду, нежели к отцовскому. Такие гибриды растут быстрее ерша и окуня и лучше приспособлены к неблагоприятным температурам, загрязнению воды, лучше переносят голод. При этом гибриды мужского пола стерильны (не могут давать потомство), а гибриды женского пола могут давать потомство с мужскими особями как ерша, так и окуня. Гибриды ерша обыкновенного и ерша дунайского имеют промежуточную окраску и характеристики скелета; достоверных сведений об их размножении сейчас нет.

## Образ жизни

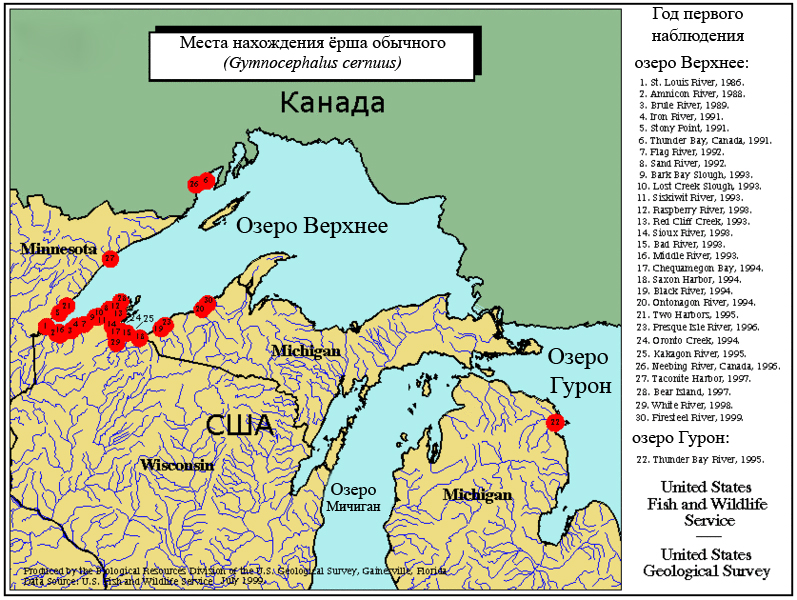
Распространение ерша в Северной Америке

Ёрш — очень неприхотливый, обычно стайный вид, и он очень хорошо чувствует себя в широком спектре условий окружающей среды. Его можно найти как в пресных, так и в солоноватых водоёмах с показателем солёности до 10—12 ‰; в системах озёрного и проточного типа; на глубинах от 0,25 до 85 метров; на уровне моря и в горных водоёмах и от олиготрофных до эвтрофных вод; он переносит температуры от 0—2°С до 34,5 °C. Несмотря на такой широкий спектр приемлемых условий, можно выделить три основные черты мест обитания этого вида. Для ерша идеальны тихие водоёмы с мягким дном, не укрытым водяной растительностью; обычно плотность его популяции растёт с показателем эвтрофикации. Мягкодонные участки более привлекательны для ерша, поскольку подавляющее большинство объектов его питания водится именно в таких местах, а также потому, что такие участки обычно находятся в относительно глубоких и затенённых частях водоёма — так как все виды рода Ёрш имеют физиологические адаптации к жизни в условиях малого количества света.
В отличие от остальных представителей семейства окунёвых, плотность популяции которых максимальна при средних показателях эвтрофикации водоёма (в мезэвтрофных условиях), численность ерша достигает максимума в эвтрофных и гиперэвтрофных условиях; она растёт с поступлением минеральных и органических удобрений антропогенного происхождения вплоть до таких их значений, которых практически никакие другие виды рыб не выдерживают.
Для объяснения положительной корреляции между уровнем эвтрофикации водоёма и численностью ерша существуют четыре основные гипотезы.
1. Питание ерша происходит более эффективно при слабом освещении, причиной которого может быть вспышка численности водорослей, спровоцированная эвтрофикацией водоёма.
2. Количество и разнообразие бентосных организмов (особенно мелких), которые являются основной пищей ерша, может повышаться в ответ на повышение поступления органических веществ с осадками, количество которых растёт при эвтрофикации.
3. Повышение биопродуктивности водоёма в начале процесса эвтрофикации может уменьшать нагрузку хищников на популяцию ерша за счёт частичной переориентации их на другие виды, а при достижении гиперэвтрофных условий численность хищников падает из-за токсичного влияния эвтрофицирующих веществ.
4. И, наконец, ёрш может физиологически быть приспособленным к гиперэвтрофным условиям лучше других видов.

## Размножение
Половой зрелости ёрш обычно достигает в возрасте 2—3 лет, при размерах тела около 10—12 сантиметров. В некоторых водоёмах ерши могут начать размножаться и в возрасте одного года, что исследователи объясняют более тёплой водой или высоким уровнем смертности на ранних стадиях жизни в данной популяции.
Икру этот вид откладывает на очень различные субстраты на глубине 3 метра и меньше, при этом её не охраняя. Нерест происходит с середины апреля по июнь, в довольно широком диапазоне температур — известны случаи нереста как при 6 °C, так и при 18 °C. Интервал значений pH, при которых икра ерша может нормально развиваться, является одним из наибольших среди рыб, для которых известен данный параметр, и лежит между значениями 6,5 и 10,5.
Ёрш может откладывать 2—3 кладки икры во время одного акта нереста; количество икринок зависит от размеров самки и составляет от 10 до 200 тысяч. Диаметр икринок также зависит от размеров самки и находится в интервале 0,34—1,3 мм, при этом икринки в первой кладке всегда больше и желтее, чем во второй и третьей. Развитие икры длится 5—12 суток при температуре от 10 до 15 °C.
В некоторых популяциях у ерша регистрировались случаи гермафродитизма. Например, в Финском заливе Балтийского моря в гонадах (половых железах) приблизительно 25 % всех обследованных ершей содержались как сперматозоиды, так и яйцеклетки; при этом 85 % этих рыб имели гонады «мужского» типа. Около половины этих гермафродитов функционировали как нормальные самцы, для другой половины, представители которой функционировали как самки, плодовитость варьировала от нормальных значений до полной стерильности, и лишь 2 % гермафродитов могли функционировать попеременно и как самцы, и как самки. Наличие большого количества таких «транссексуальных» рыб, тем не менее, не меняло продуктивность данной популяции по сравнению с другими.

## Жизненный цикл
Обычно исследователи определяют возраст ерша по количеству линий нарастания на чешуе, а иногда — по количеству слоёв в отолитах. Самки ерша могут доживать, максимум, до 11 лет, а самцы в основном не переживают семи лет; при этом в природных популяциях до 93 % составляют рыбы возрастом от 1 до 3 лет.
В начале жизни мальки ерша питаются преимущественно коловратками и личинками копепод; для ершей длиной более 1 см основным пищевым ресурсом становятся циклопы, личинки хирономид и ветвистоусые рачки. Наиболее потребляемы хирономиды из родов Chironomus (особенно вид Chironomus plumosus) и Procladius. По мере роста ерша доля хирономид в его рационе уменьшается. Основная пища взрослого ерша — разнообразные (в основном бентосные) черви, мелкие ракообразные и пиявки. Ерши, выловленные в солоноватых водоёмах или на больших глубинах (30 метров и более), также оказались активными потребителями макроскопических ракообразных — таких, как Pallasea quadrispinosa, Pontoporeia affinis, Mysis relicta, Neomysis integer, Diaporeia affinis и Gammarus spp. Ерши активно питаются на протяжении всего года, хотя поздней осенью и зимой не в таких объёмах, как летом. Главный орган чувств, который использует ёрш при поиске добычи, — боковая линия. При этом даже ослеплённый ёрш может находить недвижимую добычу, ориентируясь исключительно благодаря этому органу чувств. Но в светлое время суток ёрш при поиске пищи активно использует и зрение.
Основными пищевыми конкурентами ерша в Европе и Азии являются другие рыбы-бентофаги, такие как лещ, чебак, большая плотва, осетровые, корюшка, окунь, угорь и т. д. Наиболее жёсткая межвидовая конкуренция происходит между ершом и молодым окунем, потому что их объекты питания практически одни и те же. Существуют наблюдения, что при увеличении численности популяции ерша темпы роста рыб в ней значительно снижаются: у ерша существует и внутривидовая конкуренция за пищевые ресурсы.
Природные враги ерша, которые могут поедать большое количество особей, — это судак, щука, большой окунь; также в небольшом количестве ершей уничтожают налим, угорь, сом и лососи. Изредка наблюдались случаи каннибализма.
Кроме того, ершей активно ловят бакланы, разные виды цапель, маленьких особей — обыкновенный зимородок, луток и крохаль.